# Miguel Véliz
Miguel Ángel Véliz Correa (Rancagua, Chile; 2 de septiembre de 1989) es un boxeador chileno de la categoría de los 91kg. Ha representando a Chile en diversas competencias internacionales y donde destacan la medalla de plata en los Juegos Bolivarianos de 2013 Trujillo-Perú, medalla de plata en los Juegos Suramericanos de 2014, en Santiago de Chile y la medalla de Bronce en los Juegos Panamericanos de 2015 en Toronto-Canadá.

## Trayectoria deportiva
Comenzó a practicar boxeo en el Club Dragones Rojos de la ciudad de Talca a los 16 años de edad. En 2007  ganó el torneo nacional juvenil en la categoría 91 kilos. En  2008, con 19 años de edad, Veliz ganó el título de la división de los pesados (+91 kg) en el Torneo Nacional, categoría adulto.
El año 2013 fue su despegue deportivo, sumando títulos en los torneos internacionales, José ‘Cheo’ Aponte, Puerto Rico y Batalla Carabobo Venezuela. Ese mismo año gana dos combates en el Mundial de Boxeo, disputado en Kazajistán, convirtiéndose en el primer Chileno en avanzar hasta la tercera ronda en estos torneos desde su creación.
En el año 2014 perdió la final del boxeo en la categoría 91 kilos, y se quedó con la medalla de plata de los Juegos Sudamericanos Santiago 2014. El combate fue ganado por el argentino Yamil Peralta, que se llevó la presea de oro.
En el año 2015 representó a Chile en los Juegos Panamericanos de Toronto, en la división de los 91 kilos, donde obtuvo medalla de bronce.Obtuvo medallas de bronce en los Juegos Sudamericanos de Cochabamba 2018, de plata en el Continental de Boxeo de 2022, y de plata en los Juegos Bolivarianos de Valledupar 2022. Ha sido el primer chileno en conseguir una victoria en un Mundial organizado por la Asociación Internacional de Boxeo (AIBA).